# KK Bosna
O Košarkaški Klub Bosna Royal, também conhecido como KK Bosna, é um clube profissional de basquetebol localizado na cidade de Sarajevo, Bósnia e Herzegovina que atualmente disputa a Premijer Liga BiH, segunda divisão da Liga Adriática e Copa Europeia. O clube alcançou seu apogeu em 1979 ao vencer a Copa Europeia de Clubes Campeões na temporada 1978-79, derrotando na final em Grenoble o fortíssimo Ignis Varese. Com este feito a agremiação tornou-se o primeiro clube balcânico a conquistar a máxima competição europeia.
Em 2014 em meio à crise financeira e abismo da dissolução, o KK Bosna optou por mudar sua denominação para Bosna Royal.